# El Surell
El Surell és una masia de Tona (Osona) protegida com a Bé Cultural d'Interès Local.

## Descripció
Masia que ocupa una superfície d'uns 237 m2, situada al sector sud de Tona. S'hi accedeix per un camí veïnal parcialment pavimentat, una prolongació del carrer Major de Tona.
Té planta baixa i pis, així com una coberta a dues aigües i carener perpendicular a la façana principal -orientada a migdia. Conserva una llinda en la què apareix inscrita la data “1860”, tot i que podria pertànyer a un altre mas, ja que s'han realitzat reformes recentment. Les obertures són senzilles, amb llinda i brancals de pedra. Les façanes estan fetes de pedra comuna i es troben mig arrebossades.

## Història
Mas documentat des de l'any 1349. Apareix esmentat en un document del 1718, entre el cens de les 115 cases de Tona.